# Jan Míka
Jan Míka (* 4. prosince 1947, Hlavňov, okres Tábor) je český filmový a televizní scenárista a spisovatel.

## Filmografie

### Námět
- 1996 – Život na zámku
- 2001 – Šípková Růženka
- 2009 – Dešťová víla

### Scénář
- 1996 – Život na zámku
- 2001 – Šípková Růženka
- 2004 – Náměstíčko
- 2006 – Náves
- 2007 – Příkopy
- 2009 – Dešťová víla
- 2010 – Cukrárna

## Knihy
- Křídla přecházejí růži
- Malí páni
- Na ňadrech ustláno a jiné povídky
- Život na zámku
- Příkopy
- Náves
- Šípková Růženka
- Měsíc ve dne – Povídky z jihu Čech – výbor povídek (spoluautoři: Eva Kantůrková, Věroslav Mertl, Jan Míka, Pavel Lukas, Tomáš Červený)